# Veronica Guerin
Veronica Guerin (Dublín, 5 de julio de 1958-26 de junio de 1996) fue una periodista irlandesa asesinada en 1996 por narcotraficantes.

## Primeros años y vida personal
Veronica Guerin fue hija del contador Christopher Guerin y su esposa Bernadette "Bernie". Veronica tenía el apodo de "Ronnie". Ella y sus cuatro hermanos nacieron y se criaron en Artane, Dublín, Irlanda, y asistió una escuela católica donde destacó en atletismo, además del baloncesto y el camogie (un deporte celta). A los 15 años jugó en las finales nacionales de fútbol con una hernia discal. Guerin estudió contabilidad en el Trinity College de Dublín.
Guerin se casó con Graham Turley y la pareja tuvo un hijo, Cathal. Veronica era una fanática del Manchester United y su posesión más preciada era una fotografía de ella con el futbolista Éric Cantona tomada durante una visita al estadio Old Trafford.

## Carrera periodística
Veronica Guerin fundó una compañía de relaciones públicas antes de unirse al Sunday Business Post y el Sunday Tribune. En 1994, comenzó a escribir sobre el mundo del crimen organizado irlandés para el Sunday Independent, utilizando seudónimos para referirse a las personas implicadas para evitar denuncias por libelo. A consecuencia de estos artículos, recibió numerosas amenazas de muerte. El  primer atentado contra ella se produjo en octubre de 1994, cuando alguien hizo dos disparos a su casa después de su historia sobre el asesinato del capo Martin Cahill. Guerin rechazó la "advertencia".
El día después de escribir un artículo sobre Gerry "El Monje" Hutch, el 30 de enero de 1995, Guerin respondió al timbre de su casa para encontrar a un hombre apuntándole con un revólver en la cabeza. John "El entrenador" Traynor contrató un sicario para dispararle en la pierna como una advertencia, aunque algunos de sus detractores la acusaron de haberlo organizado ella misma para conseguir publicidad. Pese a todo, ella continuó sus investigaciones, con un sistema especial de seguridad instalado por el Irish Independent para protegerla. El 13 de septiembre de 1995, el narcotraficante John Gilligan la atacó brutalmente a golpes mientras intentaba entrevistarlo, y más tarde llamó a su casa amenazando con secuestrar y violar a su hijo Cathal si escribía algo sobre él. La Garda Síochána (la policía irlandesa) le ofreció ponerle escolta 24 horas al día, pero ella lo rechazó, alegando que perjudicaría su trabajo.

## Muerte
En la noche del 25 de junio de 1996, Brian Meehan, Peter Mitchell y Seamus Ward, miembros de la banda de Gilligan, se reunieron secretamente en sus instalaciones de Greenmount Industrial Estate con Charles Bowden, quien les entregó un  revólver Colt Python cargado con balas calibre .357 Magnum.
El 26 de junio de 1996, mientras Guerin conducía despreocupadamente su Opel Calibra, se detuvo en un semáforo en rojo en la autopista M7 Naas, cerca de Newlands Cross, en las afueras de Dublín, sin saber que la estaban siguiendo dos hombres en una motocicleta. Uno de ellos bajó y le disparó fatalmente seis veces.
Alrededor de una hora después del asesinato de Guerin, tuvo lugar una reunión previamente acordada entre Bowden, Meehan y Mitchell. Bowden más adelante negó bajo juramento ante el tribunal que la finalidad de la reunión fuera la eliminación del arma y de la motocicleta, sino más bien crear una coartada para colocarlos lejos del homicidio.
En el momento de su asesinato, John Traynor, sospechoso y miembro del cártel de Gilligan, buscaba una orden del Tribunal Superior contra Guerin, para impedir la publicación de un libro sobre su participación en el crimen organizado. Guerin fue asesinada dos días antes de que ella dictara una conferencia en el Foro de la Libertad en Londres con el tema de "Morir para contar la historia. Periodistas en riesgo".
A su entierro asistió el Taoiseach (el jefe de gobierno de la República de Irlanda), John Bruton, el jefe de las fuerzas armadas irlandesas y fue cubierto en directo por la Raidio Teilifís Éireann (la radiotelevisión pública de Irlanda). El 4 de julio los sindicatos de toda Irlanda pidieron un minuto de silencio en su memoria, que fue debidamente respetado en todo el país. Guerin se encuentra enterrada en el cementerio de Dardistown, en el condado de Dublín.

## Repercusiones
- La tasa de criminalidad se redujo un 15% en 1997 en Irlanda. El parlamento endureció las penas y se autorizó la confiscación de bienes por al Criminal Assets Bureau o CAB, por sus siglas en inglés.
- John Gilligan fue enjuiciado y encarcelado por narcotráfico con una sentencia de 28 años de cárcel, aunque una apelación redujo la condena a 20 años. En 2002 sus propiedades fueron confiscadas por el CAB. El 15 de octubre de 2013 Gilligan fue liberado después de 17 años en prisión.[3][4][5][6][7] El 1 de marzo de 2014 sufrió un atentado efectuado por sicarios pero milagrosamente salió con vida.[8]
- John Traynor, después del asesinato de Guerin, viajó por Europa tratando de escapar de la justicia irlandesa, pero fue arrestado en Holanda en septiembre de 2010 y está luchando para evitar su extradición a Dublín. Sus bienes fueron confiscados por el CAB.[9]
- Charles Bowden se convirtió en testigo del Estado y declaró en contra de sus jefes, siendo la primera persona en acogerse al programa de testigos de Irlanda.
- Brian Meehan fue condenado a cadena perpetua y sus bienes fueron confiscados por el CAB.[10]
- Eugene Holland recibió 20 años de prisión por tráfico de drogas y el CAB confiscó sus bienes.
- En noviembre de 1998 Paul "Hipopótamo" Ward fue sentenciado a cadena perpetua.

## Película
En 2003 se estrenó una película con su mismo nombre, protagonizada por Cate Blanchett y dirigida por Joel Schumacher. Por este papel Blanchett fue nominada al Globo de Oro a la mejor actriz de drama, aunque perdió ante Charlize Theron por su rol en el filme Monster.

## Musica
En 1998 la banda estadounidense Savatage incluyo en su disco Wake of Magellan un tema sobre ella, Complaint in the System.